# Tedania pilarriosae
Tedania pilarriosae är en svampdjursart som beskrevs av Cristobo 2002. Tedania pilarriosae ingår i släktet Tedania och familjen Tedaniidae. Inga underarter finns listade i Catalogue of Life.